# دانييل ميلر
دانييل ميلر (بالإنجليزية: Daniel Miller)‏ (و. 1991  م) هو لاعب كرة السلة، من الولايات المتحدة، ولد في لوجانفيل، يلعب كلاعب الوسط (كرة سلة).

## التعليم
تعلم في Loganville Christian Academy ‏.

## روابط خارجية
- دانييل ميلر على موقع دوري كرة السلة الياباني للمحترفين (اليابانية)
- دانييل ميلر على موقع الدوري الإسباني لكرة السلة (الإسبانية)
- دانييل ميلر على موقع كرة السلة الأوروبية.كوم (الإنجليزية)
- دانييل ميلر على موقع كلية كرة السلة في سبورتس رفرنس.كوم (الإنجليزية)
- دانييل ميلر على موقع ريلجم (الإنجليزية)
- دانييل ميلر على موقع بروبوليرز (الإنجليزية)
- دانييل ميلر على موقع سبورتس رفرنس (الإنجليزية)